# 侯仲莊
侯仲庄（?—?），字仲庄，唐朝将领，蔚州人。
侯仲庄为李光弼先锋，授忠武将军。擒获安太清有功，加授为冠军将军。仆固怀恩在朔方反唐，侯仲庄为都将，训练士兵自守，号称为“平射”，人们害怕他的锋芒。仆固怀恩失败，郭子仪接替他，引侯仲庄为心腹。封上谷郡王，为神策京西将。建中四年（783年）十月，泾原兵变，唐德宗幸奉天，神策都虞候侯仲庄为左卫将军、金吾将军兼奉天防城使。修城墙，昼夜执戈巡视。浑瑊、侯仲庄设大坑，挖地道抵御叛军。兴元元年（784年）二月，跟随德宗至兴元府，殿后在骆谷，授防御招收使。李怀光部将孟庭保追击，左卫大将军侯仲庄在驿店将其击败。德宗还京师，侯仲庄再镇守奉天，将近二十年。去世，赠洪州都督。